# Alcimus taeniopus
Alcimus taeniopus är en tvåvingeart som först beskrevs av Camillo Rondani 1873.  Alcimus taeniopus ingår i släktet Alcimus och familjen rovflugor. Inga underarter finns listade i Catalogue of Life.